# Barop

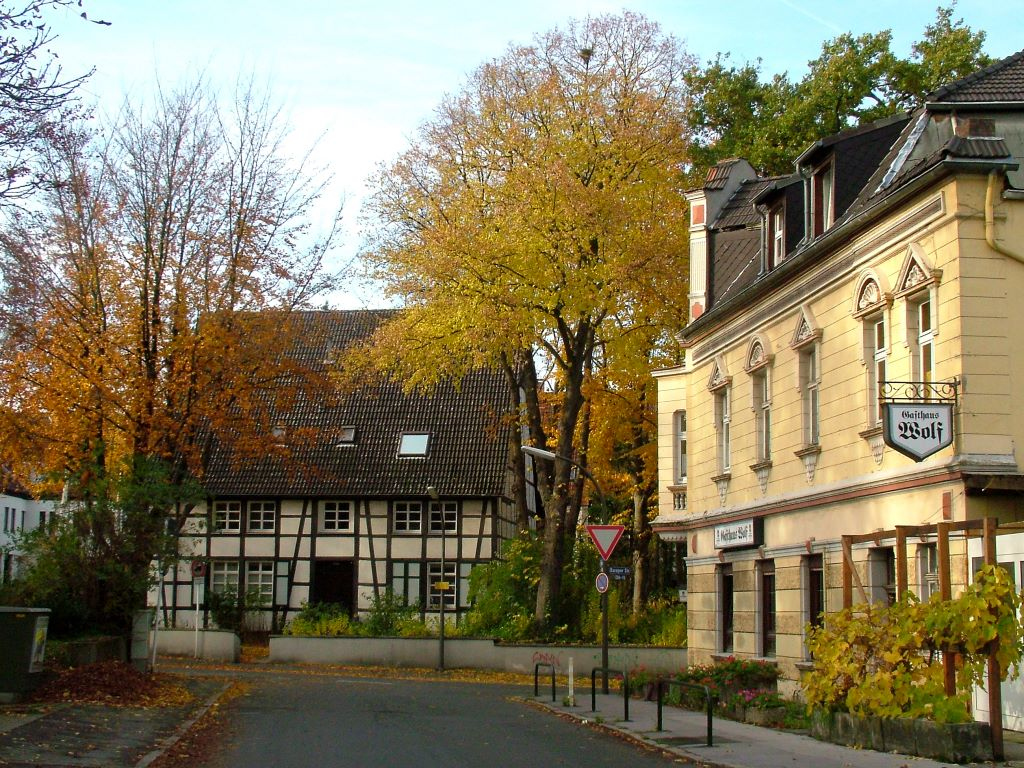
Siedlungskern Groß Barop

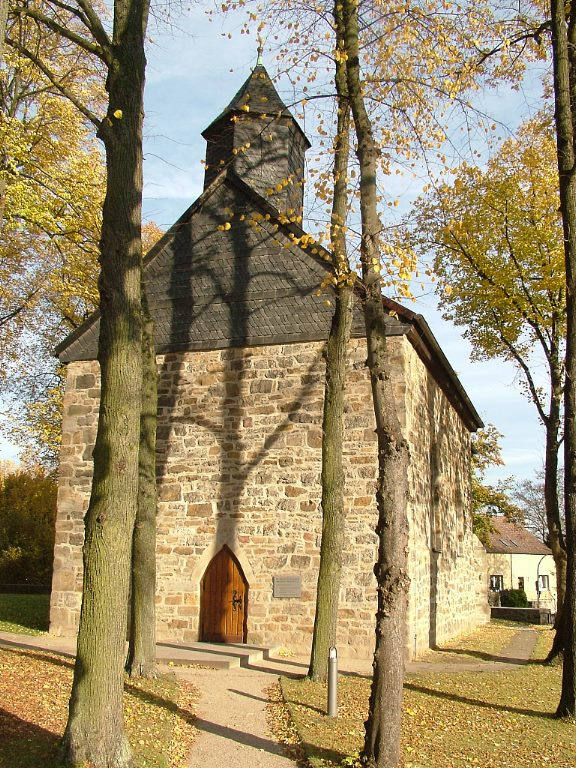
Margarethenkapelle von 1348 in Klein Barop

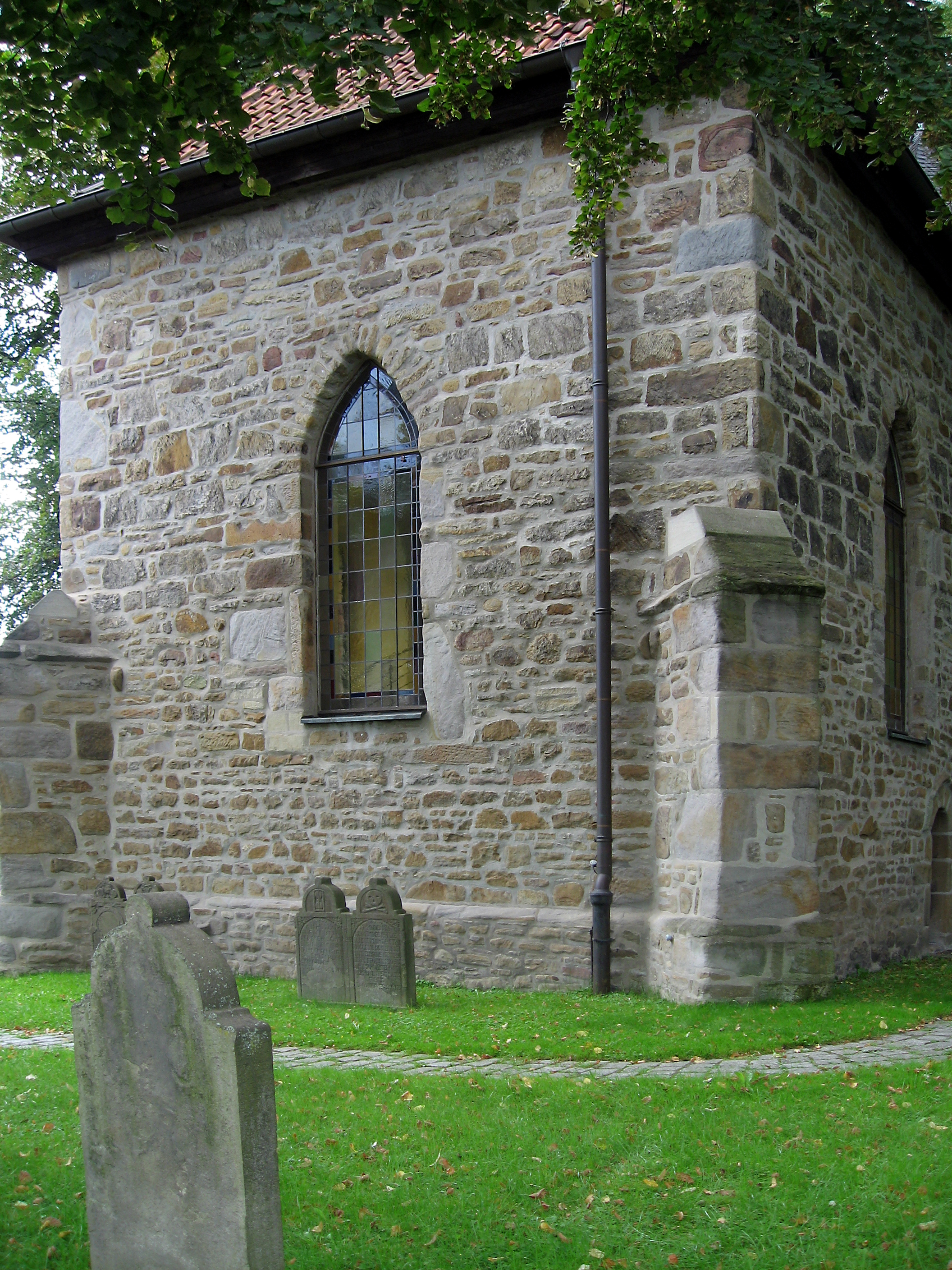
Margarethenkapelle, Chor

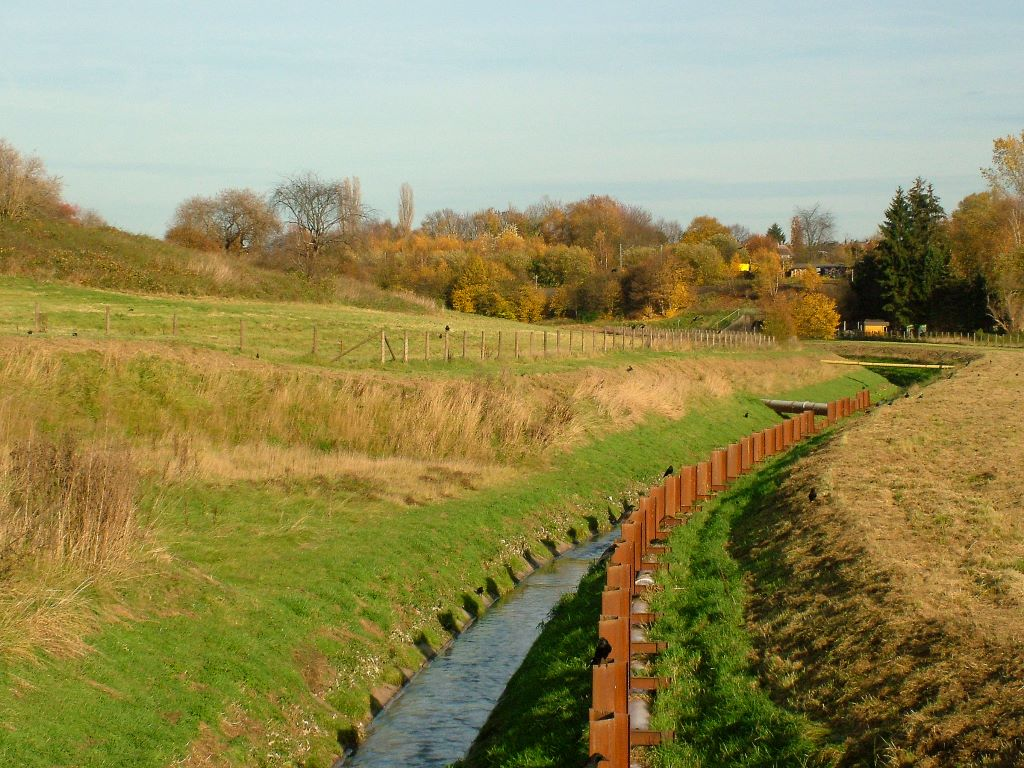
Rüpingsbach vor der Renaturierung in Barop

Barop (niederdeutsch: Borop) ist ein südwestlicher Stadtteil der kreisfreien Großstadt Dortmund. Er liegt nahe der Technischen Universität Dortmund im Stadtbezirk Hombruch. Barop ist auch der Name des Statistischen Bezirks 61.

## Geographie
Barop liegt etwa vier Kilometer südwestlich der Dortmunder Innenstadt auf einer durchschnittlichen Höhe von 99 m ü. NHN. Da sich die Siedlungsgebiete jedoch vom Tal des Rüpingbachs bis auf den Ostenberg erstrecken, sind deutliche Höhenunterschiede vorhanden. Der Stadtteil besteht aus mehreren größeren Siedlungsbereichen.
Im Westen liegen die eher dörflich geprägten Ortsteile Groß-Barop (niederdeutsch: Grautborop) und Klein-Barop. Dieser Bereich ist überwiegend von bürgerlichen Ein- bis Zweifamilienhäusern sowie einer Vielzahl historischer Fachwerkbauten geprägt. Zudem entstanden insbesondere in Klein-Barop eine Vielzahl an Studentenwohnungen.
1912/13 wurde östlich von Klein-Barop der Ortsteil Schönau in der Bauweise einer Gartenstadt errichtet.
Den größten Siedlungsbereich Barops stellt das eher städtisch geprägte Gebiet der ehemaligen Baroper Heide um den Krückenweg und die Stockumer Straße sowie das früher Städtisch Barop genannte Gebiet bis zum Bahnhof Dortmund-Barop dar. Dieser Bereich ist von sehr gemischter Wohnbebauung geprägt. Während hier die zentralen Wohnlagen überwiegend durch Mehrfamilienhäuser geprägt sind, überwiegt am Ortsrand Einzelhausbebauung. Die an die Bolmke angrenzende Wohnlage um den Helenenbergweg ist von großzügigen Einfamilienhäusern und Villen geprägt. Das früher Station Barop genannte Gebiet um den Bahnhof und den Baroper Markt gehörte bis 1921 zur Gemeinde Menglinghausen.
Aufgrund der Nähe der Universität entstanden in Barop ab den 1970er Jahren mehrere Studentenwohnheime, die entlang der Emil-Figge-Straße sowie auf dem Ostenberg das Siedlungsbild prägen. Außerdem befindet sich zwischen Groß- und Klein-Barop die Ostenberg-Grundschule, die in den Jahren 2004 und 2005 komplett neu gebaut wurde, nachdem das alte Gebäude aus den 1920er Jahren baufällig geworden war.
Alle Nachbarorte sind ebenfalls Dortmunder Stadtteile, nach Westen schließt sich Eichlinghofen an, im Südwesten Menglinghausen. Im Südosten grenzt Barop an Hombruch, im Osten an Renninghausen und im Nordosten schließt sich an das ebenfalls zu Barop gehörige Schönau bereits die Dortmunder Innenstadt an. Im Norden begrenzt die Bundesstraße 1 den Stadtteil, die Gebiete nördlich dieser Straße gehören zu Dorstfeld.
Durch Barop fließen die Emscher sowie der Rüpingsbach, welcher in Schönau in die Emscher mündet.

## Geschichte
Durch archäologische Funde ist eine germanische Siedlung im Bereich des Ortes Barop bereits aus den Jahren um 500 n. Chr. belegt.
Barop wurde erstmals vor und um 1220 als Badorp in den Vogteirollen des Stifts Essen erwähnt. Im Jahr 1229 wird der Adelige Albertus de Badorp auf dem Rittersitz in Badorpe urkundlich erwähnt. Weitere Mitglieder dieser Ministerialenfamilie waren 1272 Johannes de Badorpe und 1300 Arnoldus de Bardorpe. 1343 erscheinen ein Johan Grasekamp van Badorpe, 1366 die Kirche in Barop (dem kercheren van Badorpe) und 1368 der Schulte (de sculte van Badorpe) im Urkundenbuch des Klosters Clarenberg. Groß-Barop wurde erstmals 1364 in der Limburger Lehnrolle erwähnt. Klein-Barop Anfang des 15. Jahrhunderts in einem Heberegister.
Barop gehörte im Spätmittelalter und der Frühen Neuzeit in eigener Bauerschaft (Badorp) im Amt Hörde (historisch) zur Grafschaft Mark. Laut dem Schatzbuch der Grafschaft Mark von 1486 hatten die 22 Steuerpflichtigen Hofbesitzer in der Bauerschaft zwischen 2 oirt und 6 Goldgulden an Abgabe zu leisten. Darunter waren sieben Höfe mit Abgaben an das Stift Essen. Größter Hof in der Bauerschaft war der Schultenhof mit 6 Goldgulden Abgabe. Im Jahr 1705 waren in Groß-Barop 14 Steuerpflichtige und in Klein-Barop 6 Steuerpflichtige mit Abgaben an die Rentei Hörde im Kataster verzeichnet.
Die Deutung des Ortsnamens bleibt unklar, es könnte sich aber um eine Wasserstelle, wie Sumpf, fließen, rinnen handeln.

### Die Margarethenkapelle
→ Hauptartikel: Margarethenkapelle (Barop)
Das älteste noch erhaltene Gebäude des Stadtteils ist die Margarethenkapelle aus dem 14. Jahrhundert, ursprünglich eine Filiale von St. Reinoldi in Dortmund. Die der hl. Margaretha geweihte Kapelle wurde nach dem Muster der westfälischen Hallenkirchen mit gerade geschlossenem Chor errichtet. 1348 wurde das Gebäude erstmals urkundlich erwähnt. 1655 wurde Barop eine eigenständige evangelische Kirchengemeinde. 1829 wurde das ursprüngliche Langhaus abgetragen und unter Erhalt des Chores neu errichtet. An der Ostseite finden sich heute einige verwitternde Grabsteine aus der Zeit um 1800.

### Weitere Entwicklung
1647 zerstörte ein Feuer den Stadtteil nahezu komplett.
Seit der Franzosenzeit Anfang des 19. Jahrhunderts gehörte Barop zur Bürgermeisterei Hörde, die 1843 in das Amt Hörde innerhalb des Kreises (1875 Landkreis) Dortmund überführt wurde. Das 1874 durch Teilung des Amtes Hörde neu gebildete Amt Barop umfasste neben Barop elf umliegende Gemeinden. 1888 kam es zur Abspaltung der neuen Ämter Kirchhörde und Wellinghofen im 1887 geschaffenen Landkreis Hörde. Im Amt verblieben noch Eichlinghofen, Menglinghausen, Persebeck und Salingen, die im Jahr 1921 nach Barop eingemeindet wurden. Mit der Auflösung des Landkreises wurde Barop am 1. August 1929 nach Dortmund eingemeindet und mit der Gemeindereform 1975 schließlich in den neu gebildeten Stadtbezirk Hombruch eingegliedert.

## Bevölkerung
Am 31. Dezember 2024 lebten in Barop 8.170 Einwohner.
Struktur der Baroper Bevölkerung:
- Bevölkerungsanteil der unter 18-Jährigen: 12,8 % [Dortmunder Durchschnitt: 16,2 % (2018)][8]
- Bevölkerungsanteil der mindestens 65-Jährigen: 21,9 % [Dortmunder Durchschnitt: 20,2 % (2018)][9]
- Ausländeranteil: 15,0 % [Dortmunder Durchschnitt: 22,3 % (2024)][10]
- Arbeitslosenquote: 6,1 % [Dortmunder Durchschnitt: 11,0 % (2017)][11]

Bevölkerungsentwicklung
| Jahr | Einw. |
| ---- | ----- |
| 1987 | 7415  |
| 2003 | 7684  |
| 2008 | 7595  |
| 2010 | 7493  |
| 2013 | 7524  |
| 2016 | 7480  |
| 2018 | 7528  |
| 2020 | 7438  |
| 2022 | 7798  |
| 2023 | 7880  |
| 2024 | 8170  |

## Verkehr

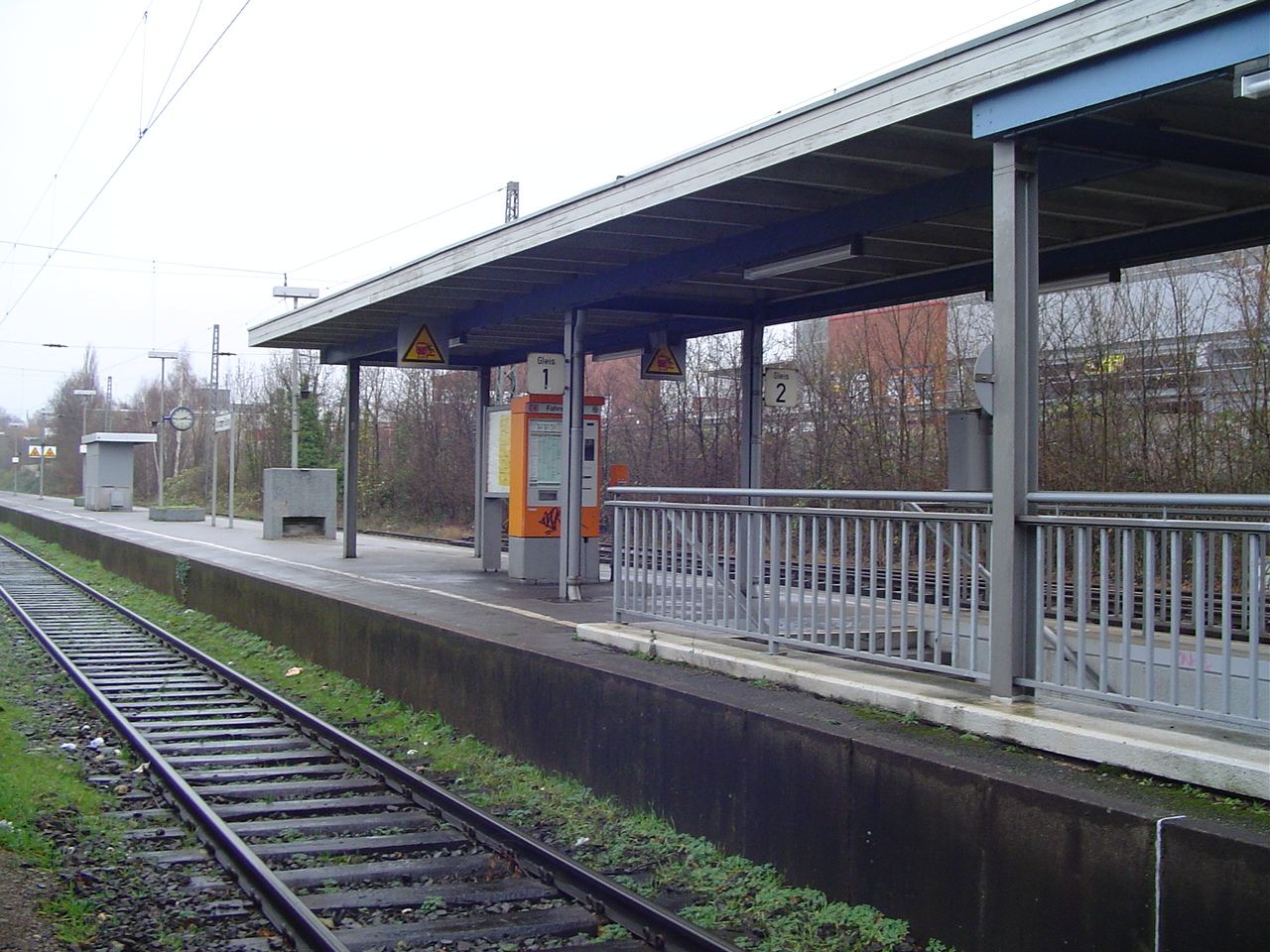
Barop S-Bahnhof

Die wichtigsten Verkehrsverbindungen in Barop sind die Stockumer Straße, eine Ost-West-Verbindung zwischen Hörde und Bochum im Süden des Stadtteils und der Krückenweg, der Barop mit der Dortmunder Innenstadt verbindet. Im Dezember 2009 wurde eine nach dem Ortsteil benannte Anschlussstelle an der A 40 (Nr. 44 „DO-Barop“, auf der Westseite der Schnettkerbrücke) eröffnet, die jedoch geographisch noch Eichlinghofen zuzuordnen ist.
Barop wird von der Stadtbahnlinie U 42 durchquert, die ebenfalls eine Verbindung zum Dortmunder Stadtzentrum und darüber hinaus nach Grevel darstellt. Ein wichtiger Verkehrsknotenpunkt für den Dortmunder Südwesten ist die Haltestelle Barop Parkhaus, an der neben der Stadtbahn mehrere Stadtbuslinien halten. Am Bahnhof Dortmund-Barop hält die S-Bahn-Linie 5 von Dortmund nach Hagen. Es gibt Pläne, diesen  Halt zum einfacheren Umsteigen näher an den Verkehrsknoten Barop Parkhaus zu verschieben.

## Wirtschaft
Im Bereich des heutigen Stadtbezirks Hombruch, zu dessen Gebiet auch Barop gehört, wurde bereits im 18. Jahrhundert Kohle abgebaut. Der noch heute bestehende Bahnhof wurde zur Abfuhr der geförderten Kohlen in der Nähe der Zeche Vereinigte Louise Tiefbau angelegt, zu der später auch die Zeche Wittwe, später Zeche Vereinigte Wittwe & Barop gehörte. Auch mehrere Unternehmen der Schwerindustrie siedelten sich in dessen Nähe an. Die Kohleförderung im Baroper Revier wurde zwischen 1885 und 1910 eingestellt, die Baroper Maschinenfabrik wurde im Jahr 1932 abgewickelt.
Aber auch der Name Hoesch war über lange Jahre mit Barop verbunden: Die Hoesch AG kaufte und betrieb ebenfalls im Süden des Stadtteils, z. T. bereits auf Hombrucher Gebiet, mehrere Stahl- und Walzwerke. Im Jahr 1989 schloss das Baroper Röhrenwerk als letztes Hoesch-Unternehmen des Stadtteils.
Heute befinden sich auf dem ehemaligen Hoesch-Gelände östlich des Bahnhofs mehrere mittelständische Firmen aus dem metallverarbeitenden Bereich und der Energietechnik sowie ein Einkaufszentrum. Weiter nördlich befand sich bis Ende 2013 ein Weichenwerk.

## Persönlichkeiten
- Karl Stühmeyer (1866–1936), Landrat
- Christine Haidegger (1942–2021), österreichische Schriftstellerin
- Sabine Brandi (* 1953), Journalistin
- Dietmar Bär (* 5. Februar 1961), Schauspieler
- Friedrich Küppersbusch (* 24. Mai 1961 in Velbert), Journalist und Medienunternehmer